# سکجیا پاسچلوپو
سکجیا پاسچلوپو (به ایتالیایی: Scheggia e Pascelupo) یک کومونه در ایتالیا است که در استان پروجا واقع شده‌است. سکجیا پاسچلوپو ۶۳ کیلومتر مربع مساحت و ۱٬۴۸۰ نفر جمعیت دارد و ۵۸۰ متر بالاتر از سطح دریا واقع شده‌است.